# Eilema nyasana
Eilema nyasana là một loài bướm đêm thuộc phân họ Arctiinae, họ Erebidae.